# تاریخچه آمار
علم آمار را به عنوان دانشی تعریف می‌کنند که به مطالعهٔ گردآوری، تحلیل، تفسیر، ارائه و سازماندهی داده‌ها می‌پردازد. در واقع آمار را باید علم و عمل استخراج، بسط، و توسعهٔ دانش‌های تجربی انسانی با استفاده از روش‌های گردآوری، تنظیم، پرورش، و تحلیل داده‌های تجربی (حاصل از اندازه‌گیری و آزمایش) دانست. لغت آمار، امار، هامار، شمار و شماره از مصدر اوستایی «مر» به معنی حساب، شمردن، شمارش، به یاد داشتن، از برداشتن است؛ بنابراین آمار یک کلمه کاملاً پارسی است که در ادوار مختلف با گویشهای متفاوت به کار رفته‌است.
مدت‌های مدید این علم محدود به کار در حوزه تخصصی خود بود و تنها در دهه‌های اخیر از این انحصار جدا شده و به کمک نظریه احتمال، شروع به بررسی روش‌های تحلیل داده‌های آماری و اثبات فرض‌های آماری کرد. روش‌های علم آمار با آشکار کردن قوانین جدید، به ابزاری مؤثر در علوم طبیعی و تکنولوژی تبدیل شده‌است.

## دوران باستان

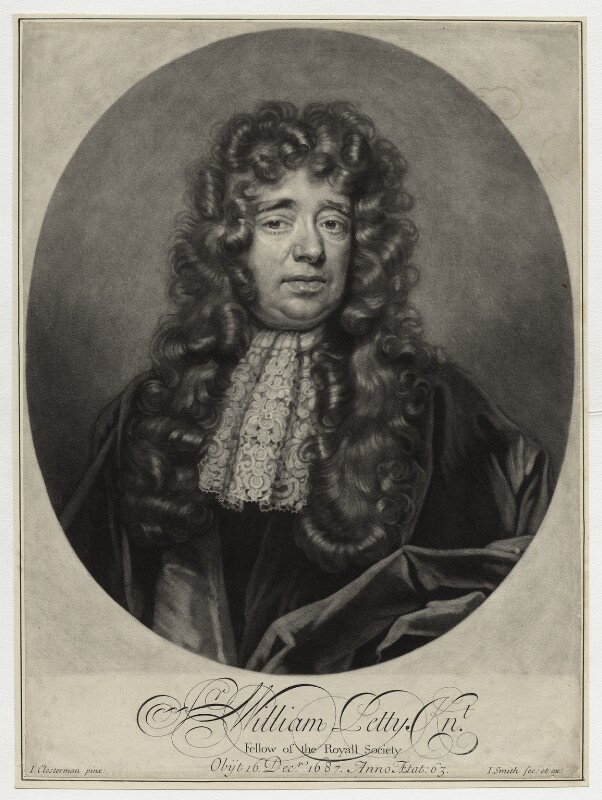
سر ویلیام پتی، یک اقتصاددان قرن ۱۷ که از روشهای آماری اولیه برای تجزیه و تحلیل داده‌های جمعیت شناختی استفاده کرد.

تاریخچه آمار به حدود ۴۰۰۰ سال قبل، در ابتدای شکل‌گیری تدریجی تمدن بشری بازمی‌گردد. بابلی‌ها و مصری‌ها با سرشماری‌هایی دربارهٔ زاد و ولد و دارایی‌های افراد تحت سلطه خود، علم آمار را بنا نهادند و بعدها توسط امپراتوری‌های ایران، روم و همچنین در یونان باستان، روش‌هایی برای جمع‌آوری و تنظیم داده‌ها ابداع شد؛ با این حال ویلیام پتی در قرن هفدهم نخستین کسی بود که از روش‌های آماری برای تجزیه و تحلیل داده ها استفاده کرد و به نوعی پایه‌گذار دانش نوین آمار شد.

## عصر نوین
از قرن چهاردهم، علم آمار به‌طور خاص تدریجاً در مسیر کاربردی شدن و پای نهادن در زندگی روزمره حرکت کرد تا آنجا که استفاده از علم آمار برای محاسبه نرخ بیمه، جمع‌آوری اطلاعات دربارهٔ تولد و وفات، تصادفات و حوادث رایج گردید.
از کتب تأثیرگذار در علم آمار که در اواسط قرن شانزدهم نگاشته شد می‌توان به کتاب «بازی‌ها و شانس» که توسط کاردانو تألیف شد، اشاره کرد. کاردانو در این کتاب روش‌های تقلب در بازی‌های قمار را ارائه داد. بعلاوه، موضوع پیش بینی در نتایج حاصل از انجام آزمایش‌ها را مطرح نمود.
در اواسط قرن هفدهم پاسکال و فرما نخستین کسانی بودند که مطالعه احتمال را به‌طور علمی شروع نمودند. در همین سال‌ها به‌طور همزمان مطالعات آماری به صورت توصیفی انجام می‌گرفت. مثلاً گرونت با مطالعه تعداد متولدین کشف نمود که تعداد پسرها از دخترها کمی بیشتر است، اما سال‌های اول زندگی تعداد بیشتری از پسرها فوت می‌کنند.
با این همه، استفاده گسترده از احتمال در آمار، در اواخر قرن هفدهم شروع شد، که در این باره می‌توان به مطالعات مندل در مورد قانون وراثت، گالتون در به کارگیری همبستگی و ارتباط بین صفات، و به ویژه فیشر در ابداع روش‌های مختلف استنباط آماری اشاره نمود.
با شروع قرن بیستم، همه ساله روش‌های متعددی برای جمع‌آوری، تجزیه و تحلیل اطلاعات ارائه می‌گشت که این امر همچنان ادامه دارد.

## تاریخچه علم آمار در ایران
آمار و آمارگیری و سرشماری از دیر باز در کشورهای مختلف جهان سابقه داشته و عموماً به منظور جمع‌آوری اطلاعات در زمینه امور مالیاتی و نظامی استفاده شده‌است.
واژه آمار ریشه در تاریخ زبان و فرهنگ کهن ایرانی دارد و قدمت آن به زمان هخامنشیان می‌رسد. در زمان هخامنشیان آمار و آمارگیری و سرشماری از جهات مختلف مورد توجه بوده و مکرراً برای تعیین تعداد نفوس و میزان محصولات کشاورزی انجام شده‌است.

### پیش از اسلام
تا اواسط دوره اشکانیان واژه هامار یا آمار به معنی شمار و واژه شاهامار به معنی سرشماری به کار می‌رفته‌است. به گواه سنگ نوشته‌ها و آثار مورخان شرق‌شناس، در زمان داریوش، به منظور جمع‌آوری آمار، تشکیلات منظمی وجود داشته‌است و با استفاده از اطلاعات جمع‌آوری شده، دفاتر مالیاتی و نظامی تدوین می‌یافته و بودجه مملکتی بر اساس آن تنظیم می‌شده‌است.
در زمان کوروش نیز آمارگیری در مقیاس وسیع و در تمام پهنه ممالک تابعه حکومت مرکزی ایران انجام می‌شده و اخذ هرگونه تصمیم دربارهٔ ولایات بایستی مبتنی بر شناسائی‌های محلی و اطلاع دقیق بر کثرت یا قلّت جمعیت و قدرت و توانایی‌های مالی آن ولایات باشد.
ساسانیان توجه بیشتری به آمار داشتند و امور مالی، کشاورزی و صنعتی و بازرگانی خود را بر اساس آمارها و اطلاعاتی که مأموران سرشماری جمع‌آوری می‌کردند، به انجام می‌رساندند. به گونه ای که در زمان خسرو انوشیروان، برای اخذ مالیات سرانه، ضمن انجام سرشماری نفوس، سن افراد و میزان ثروت آنها تعیین می‌شد و حتی میزان محصول درختانی مثل نخل، زیتون و تاک تعیین می‌گردید و بر اساس آن برای افرادی که سن آنها بین ۲۰ تا ۵۰ سال بود، مطابق ثروت و مکنتی که داشتند، مالیات تعیین و آگهی می‌گردید.

### پس از ظهور اسلام
بعد از ظهور اسلام در ایران، آمارهای جمعیتی بیشتر به منظور تعیین تعداد پیروان ادیان مختلف جمع‌آوری می‌شد و در همین دوران ثبت جمع‌آوری آمارهای مربوط به ورود و خروج مسافران و مهاجران و میزان صادرات و واردات شهرها از طریق دروازه‌بانها و مأموران حکومتی در دروازه‌ها انجام می‌گرفت.
در سال ۱۲۹۷ هجری شمسی به منظور ثبت وقایع چهارگانه اداره ثبت احوال کشور تأسیس و با ثبت اطلاعات مرتبط با تولد، فوت، ازدواج و طلاق توسط اداره مذکور ضرورت اطلاع از جمعیت کشور و تعیین سازمانی که موظفاً به جمع‌آوری این اطلاعات بپردازد مورد توجه قرار گرفت و منجر به آن شد تا در سال ۱۳۰۳ هجری شمسی آیین‌نامه ای به تصویب برسد و در این آیین‌نامه اداره مسؤول آمار و وظایف آن مشخص گردد. براساس این مصوبه مسؤولیت جمع‌آوری و مرکزیت بخشیدن به آمارهای مورد نیاز بر عهده وزارت کشور گذاشته شد.
در خرداد ماه ۱۳۱۸ هجری شمسی نخستین قانون سرشماری از تصویب مجلس شورای ملی گذشت و در اجرای این قانون، سرشماری نفوس از همان سال در شهر تهران و در سال ۱۳۱۹ و ۱۳۲۰ هجری شمسی در ۳۳ شهر کشور بتدریج به اجرا درآمد ولی ادامه آن به خاطر وقایع شهریور ۱۳۲۰ معوق ماند.
در اسفندماه سال ۱۳۳۱ هجری شمسی سازمان همکاری آمار عمومی تشکیل و در فروردین ماه سال ۱۳۳۲ قانون آمار و ثبت احوال متنوع و به سازمان همکاری آمار عمومی ملحق شد و به این ترتیب برای نخستین بار سازمانی که منحصراً وظیفه جمع‌آوری آمار را به عهده داشت به وجود آمد که در سال ۱۳۴۴ به اداره آمار عمومی وابسته به وزارت کشور تغییر نام و این اداره در سال ۱۳۳۵ هجری شمسی نخستین سرشماری عمومی نفوس را در کل کشور به اجرا درآورد.

### دوران کنونی
نیاز روزافزون دستگاه‌های برنامه‌ریزی کشور به آمار و اطلاعات و ضرورت همکاری بسیار نزدیک سازمان اصلی تولیدکننده آمار با دستگاه برنامه‌ریزی موجب شد تا براساس قانون سال ۱۳۴۴ اداره آمار عمومی از وزارت کشور جدا و با نام مرکز آمار ایران به سازمان برنامه و بودجه وابسته شده و این مرکز به عنوان نخستین اقدام سرشماری عمومی نفوس و مسکن را طبق قانون در آبان ماه ۱۳۴۵ به مرحله اجرا درآورد و فعالیت‌های دیگری مثل آمارگیری از هزینه و درآمد خانوارهای شهری و روستایی، آمارگیری نمونه ای کشاورزی روستایی، سرشماری عشایر و سرشماری از کارگاه‌های بزرگ و صنعتی و غیره را انجام داد. مطابق قانون تأسیس این مرکز، سرشماری که منظور آمارگیری‌هایی که کلیه افراد و واحدهای جامعه مورد مطالعه را دربر گیرد و در مواعد مشخص به منظور جمع‌آوری اطلاعات در زمینه فعالیت‌های اقتصادی و اجتماعی مانند نفوس، مسکن، کشاورزی، صنعت، ساختمان، بازرگانی، فرهنگی و سایر فعالیت‌ها صورت می‌گیرد را انجام می‌دهد و همچنین آمارگیری نمونه ای، که در واقع جمع‌آوری اطلاعات آماری از تعدادی افراد یا واحدهای جامعه براساس روشهای علمی آماری که نتایج آن قابل تعمیم باشد را عهده‌دار است.